# Districtul Souagui
Souagui este un district din provincia Médéa, Algeria.